# Rebecca Pow

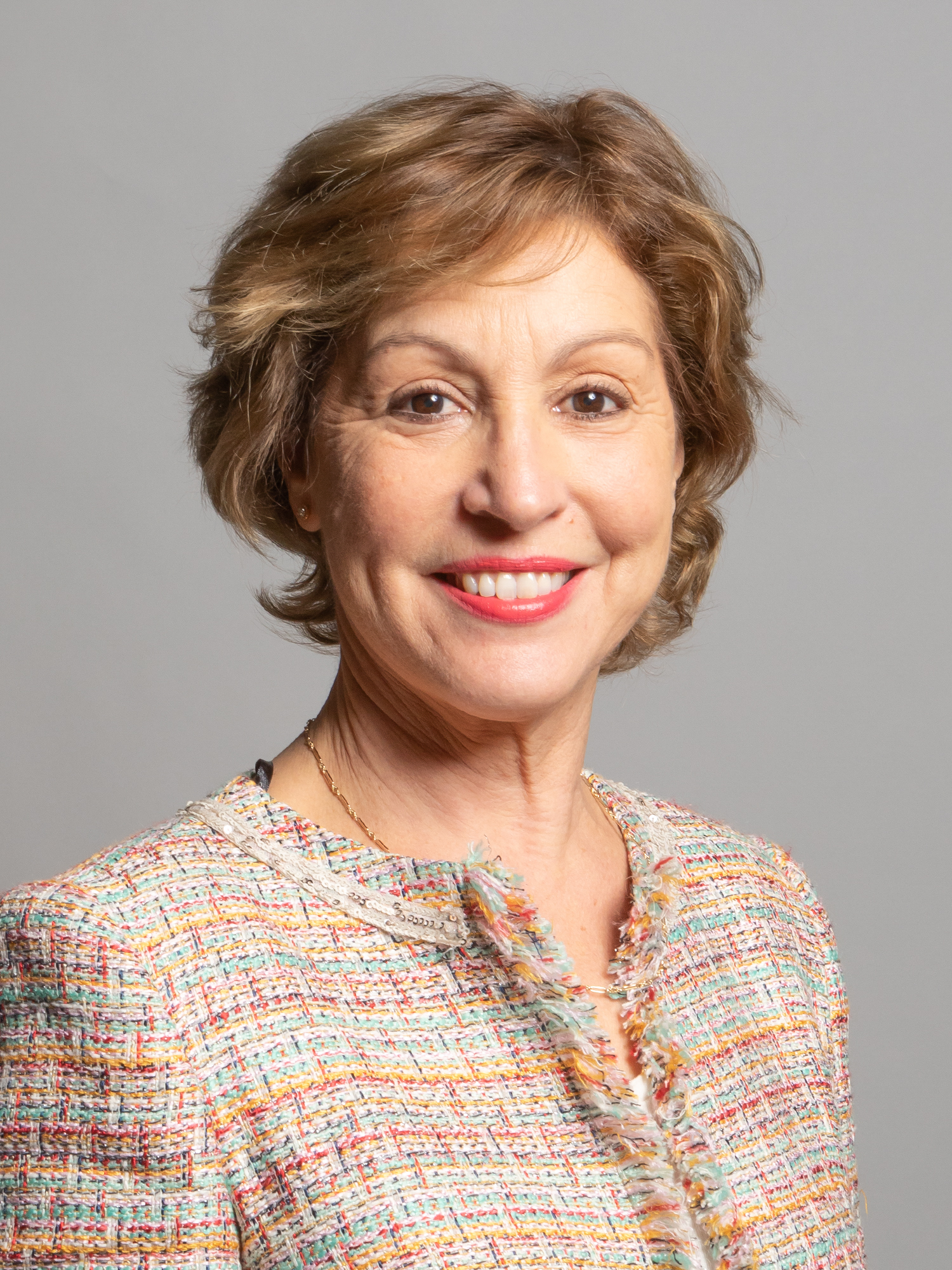
Pow 2020

Rebecca Pow, née Rebecca Faye Clark (geb. 10. Oktober 1960 in Somerset) ist eine britische Politikerin der Tories. Sie ist seit Oktober 2022 Unterstaatssekretärin für Umweltqualität und Widerstandsfähigkeit im Kabinett von Rishi Sunak in Westminster. Zuvor war sie im Kabinett von Boris Johnson Unterstaatssekretärin im Ressort für Umwelt, Lebensmittel und Landwirtschaft, bis sie am 7. Juli 2022 zurücktrat. Im folgenden Kabinett von Liz Truss hatte sie keine Funktion. Pow ist seit 2015 MP für Taunton Deane.

## Belege
1. ↑  Ministerial Appointments commencing: 25 October 2022. GOV.UK, abgerufen am 29. Oktober 2022 (englisch).

| Personendaten    | Personendaten                    |
| ---------------- | -------------------------------- |
| NAME             | Pow, Rebecca                     |
| ALTERNATIVNAMEN  | Clark, Rebecca Faye              |
| KURZBESCHREIBUNG | britische Politikerin der Tories |
| GEBURTSDATUM     | 10. Oktober 1960                 |
| GEBURTSORT       | Somerset                         |